# Ta Prohm

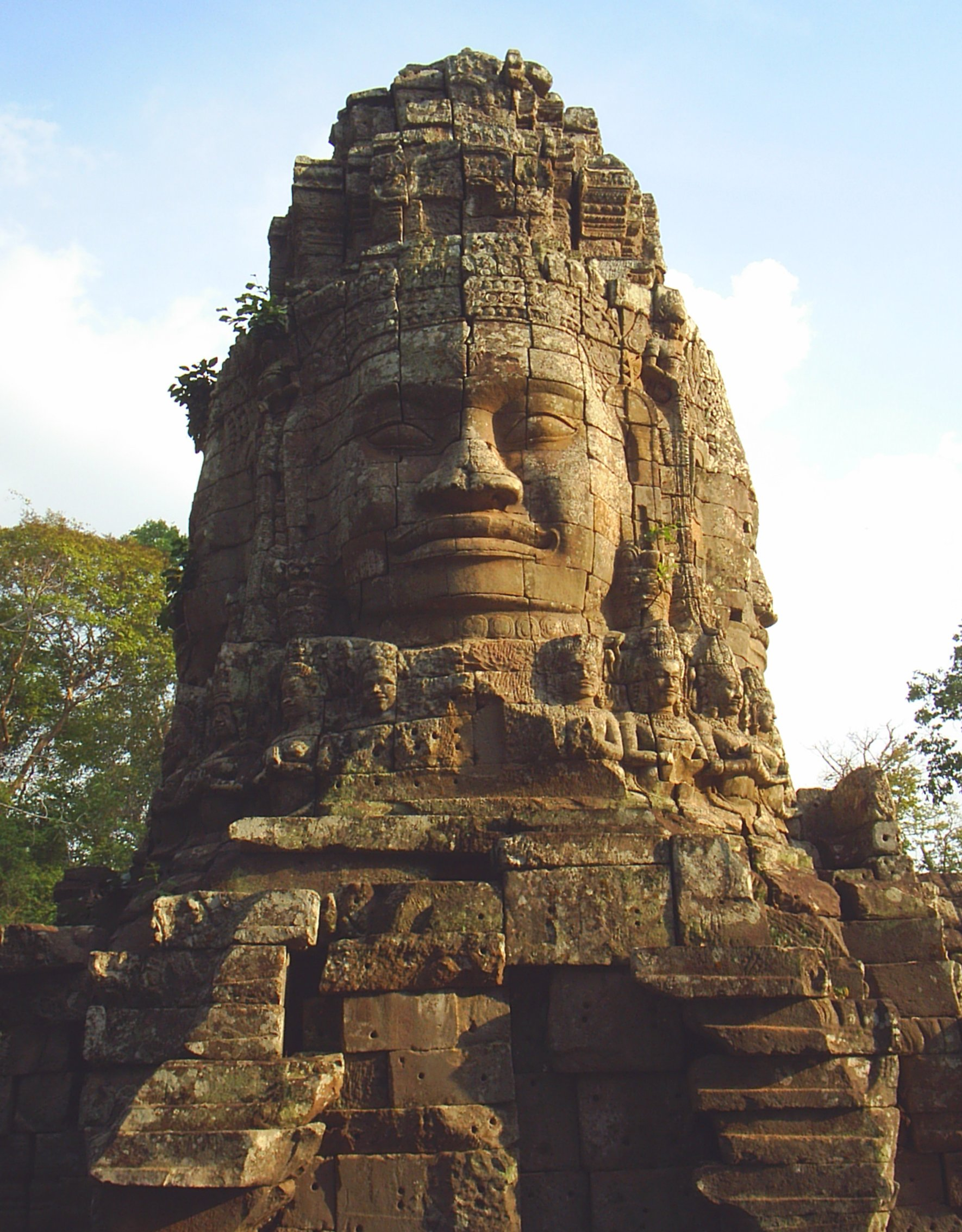
Torre a forma di viso nel quinto gopura occidentale.

Ta Prohm è un tempio di Angkor, in Cambogia, costruito nello stile Bayon principalmente nel tardo dodicesimo e agli inizi del tredicesimo secolo. È situato approssimativamente ad un chilometro ad est di Angkor Thom, sul bordo meridionale del Baray orientale vicino a Tonle Bati, fu costruito dal re Jayavarman VII come monastero buddista Mahayana e come università. Diversamente dalla maggior parte dei templi di Angkor, Ta Prohm è rimasto nelle stesse condizioni in cui è stato trovato; l'atmosfera creata dalla combinazione di alberi che crescono sulle rovine e la giungla circostante lo hanno reso uno dei templi più popolari di Angkor.

## Storia

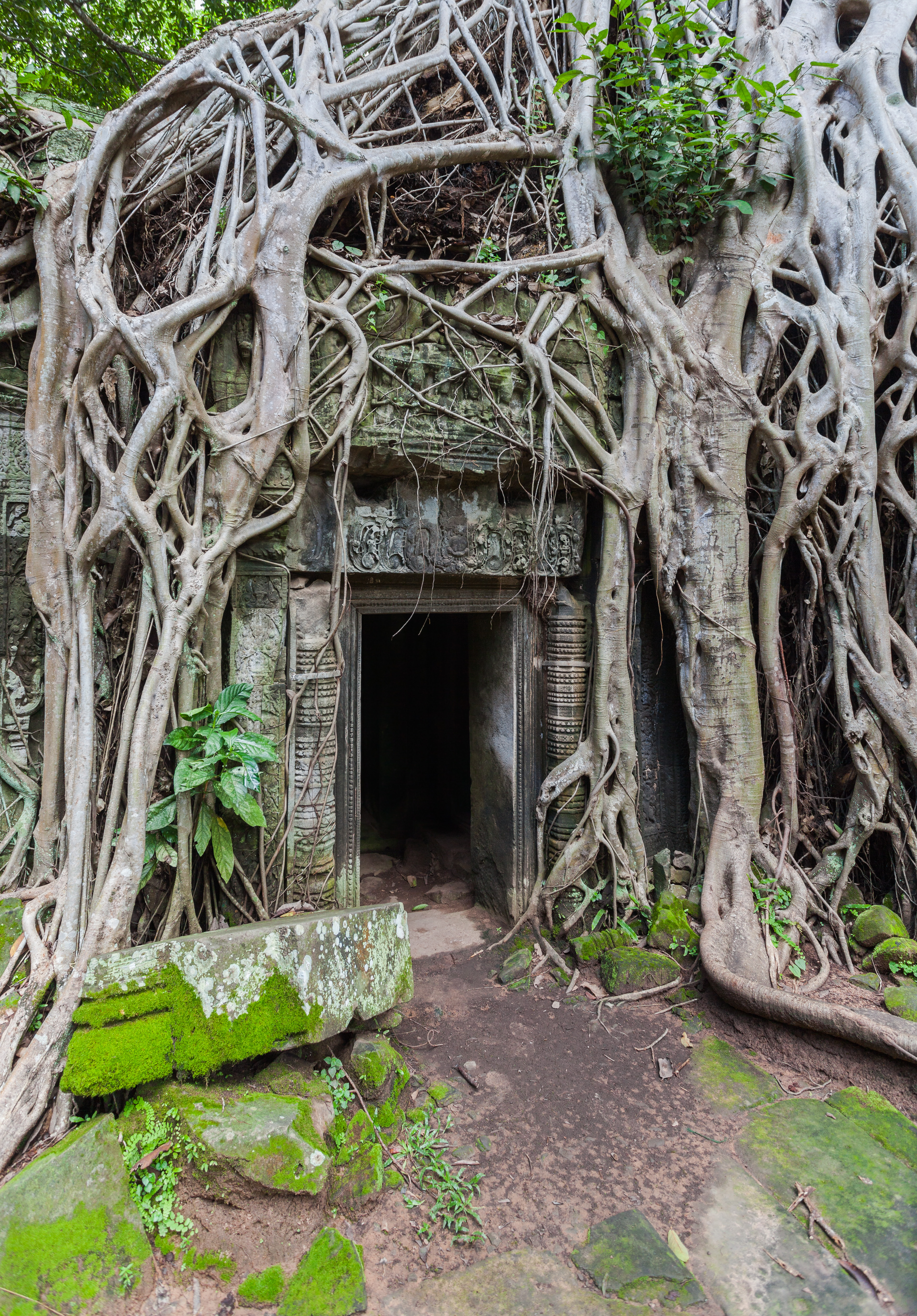
Entrata con radici.

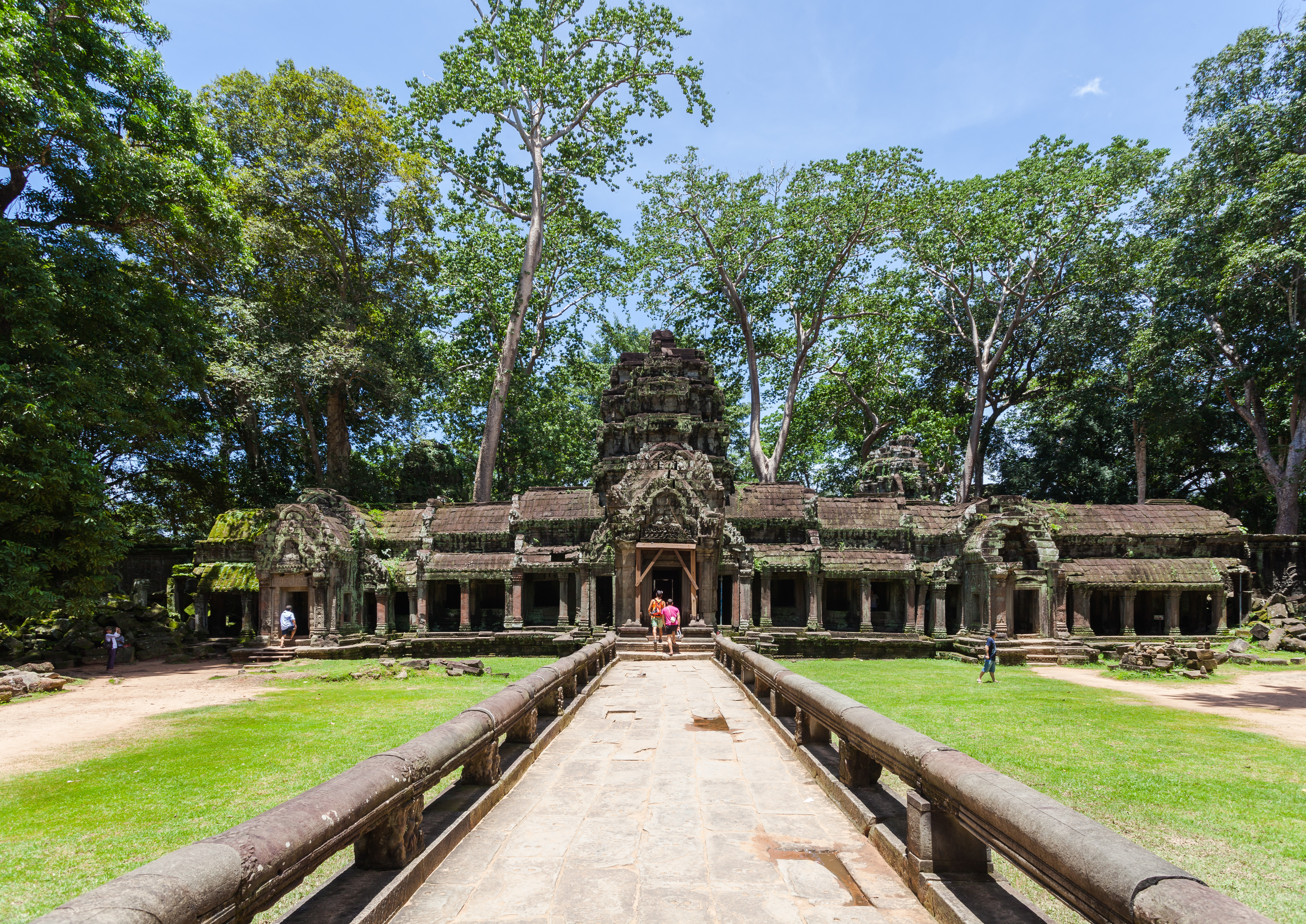
Gopura in Ta Phrom

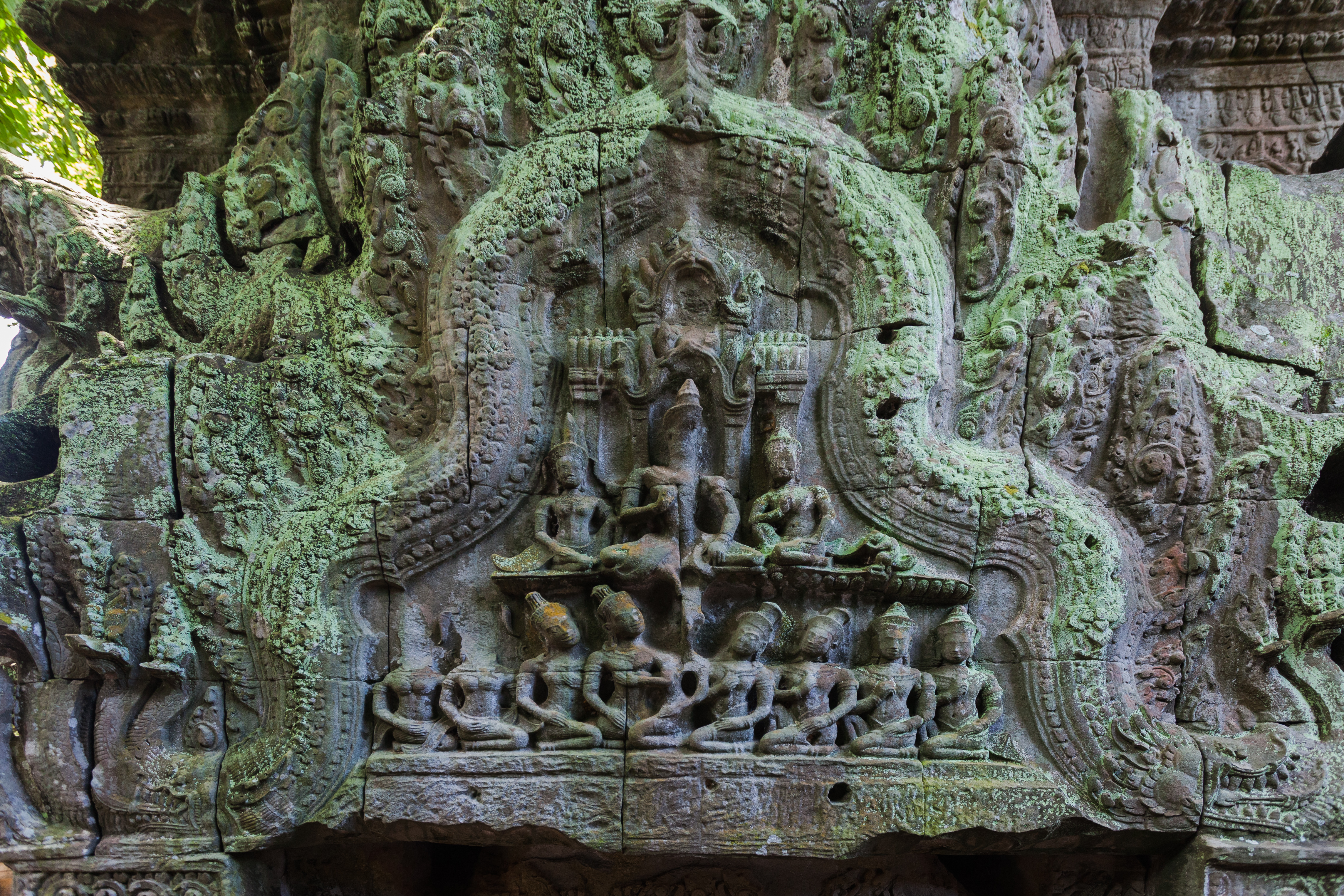
Bassorilievo

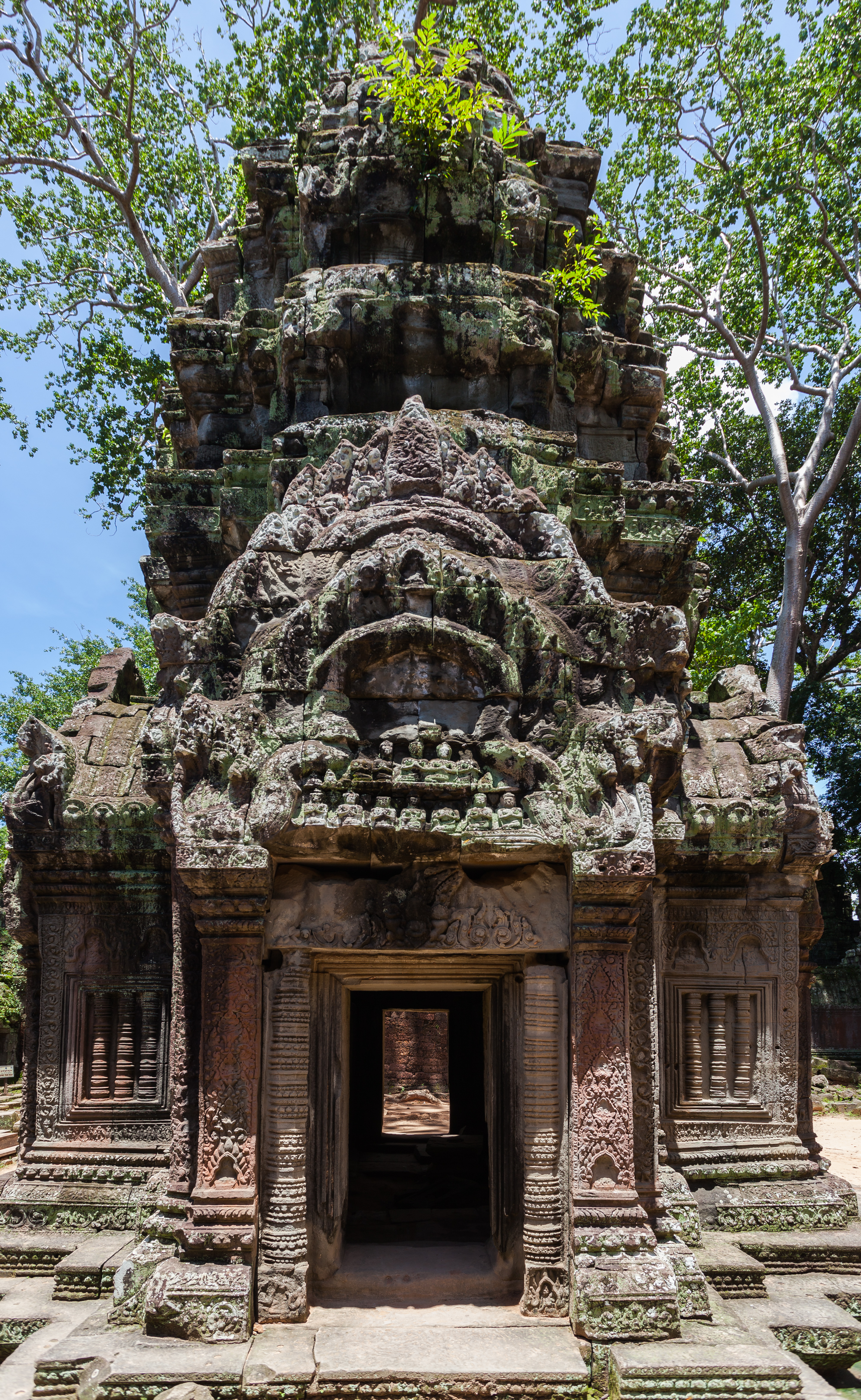
Torre

Ta Prohm fu uno dei primi templi iniziati da Jayavarman VII nel suo grandioso programma di costruire molti edifici. Il nome moderno del tempio significa "vecchio Brahmā", ma il nome originario era Rajavihara (tempio reale). Era dedicato alla venerazione della famiglia reale: la figura nella struttura principale (di Prajnaparamita, personificazione della saggezza, fu realizzata nel 1186) fu modellata sull'immagine di sua madre, mentre i due templi satellite nella terza recinzione erano dedicati al suo guru (quello a nord) e al suo fratello maggiore (quello a sud). Vari ampliamenti ed aggiunte continuarono anche fino al tempo di Srindravarman, alla fine del tredicesimo secolo. Sulla stele del tempio viene indicato che il sito era abitato da più di 12.000 persone, fino ad arrivare a 80.000 persone se si considerano coloro che abitavano nei villaggi circostanti. Il tempio ammassò una grande quantità di ricchezze, come oro, perle e sete preziose.

Dopo la caduta dell'impero Khmer, il tempio fu completamente trascurato per molti secoli. Quando nel ventesimo secolo cominciarono gli sforzi per la conservazione ed il restauro dei templi di Angkor, Ta Prohm fu appositamente scelto dalla École française d'Extrême-Orient per essere lasciato così come era stato trovato come "concessione al gusto del pittoresco" (Glaize). Glaize scrive che il tempio fu scelto perché era "uno dei più imponenti e perché meglio si univa alla giungla, ma non al punto di diventarne completamente racchiuso". Ciononostante molti sforzi furono fatti per stabilizzare le rovine per permetterne l'accesso ai visitatori, affinché si mantenesse "questa condizione di apparente trascuratezza" (Freeman and Jacques). 

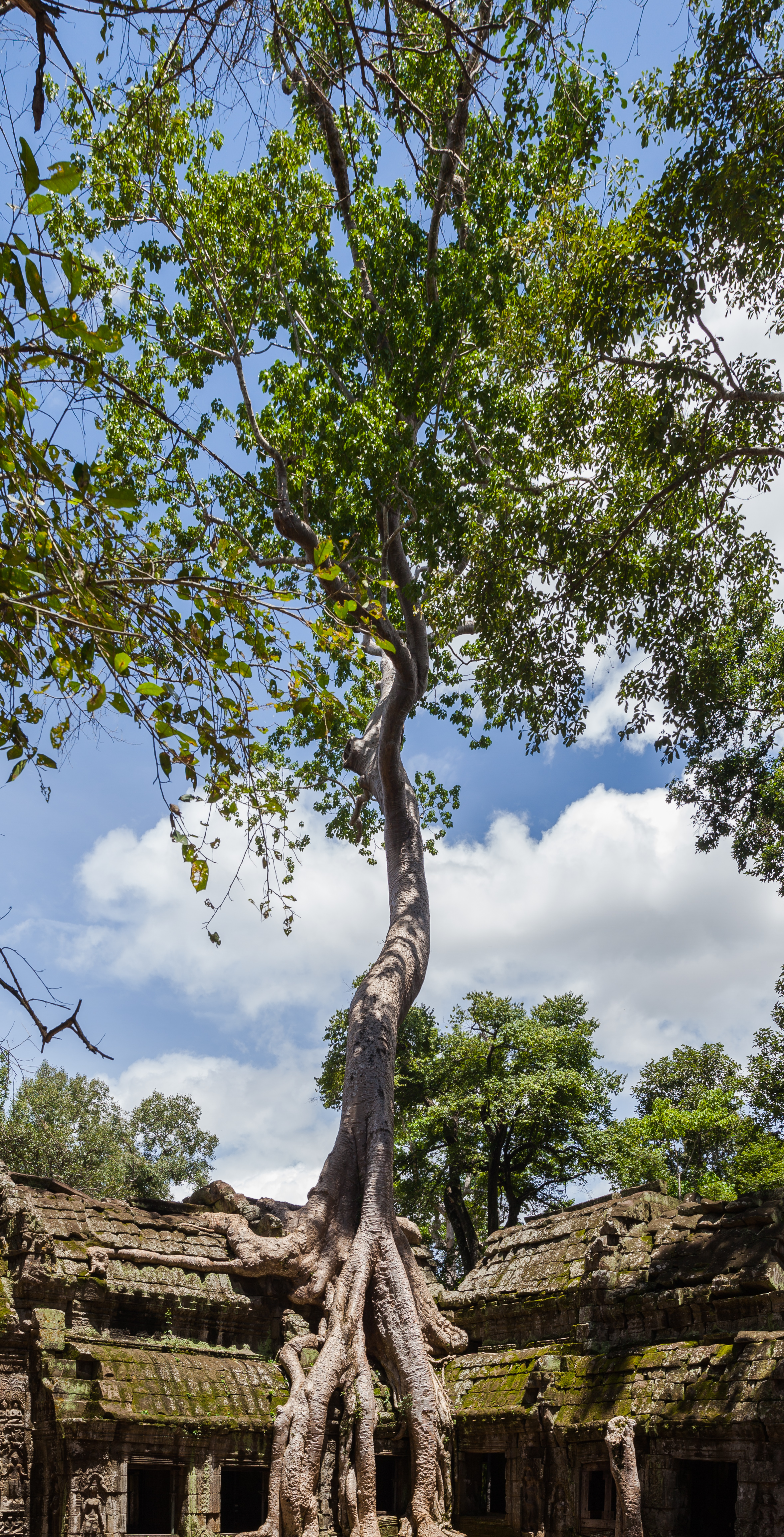
Radici di un albero che corrono lungo la galleria della seconda recinzione.

## Il sito

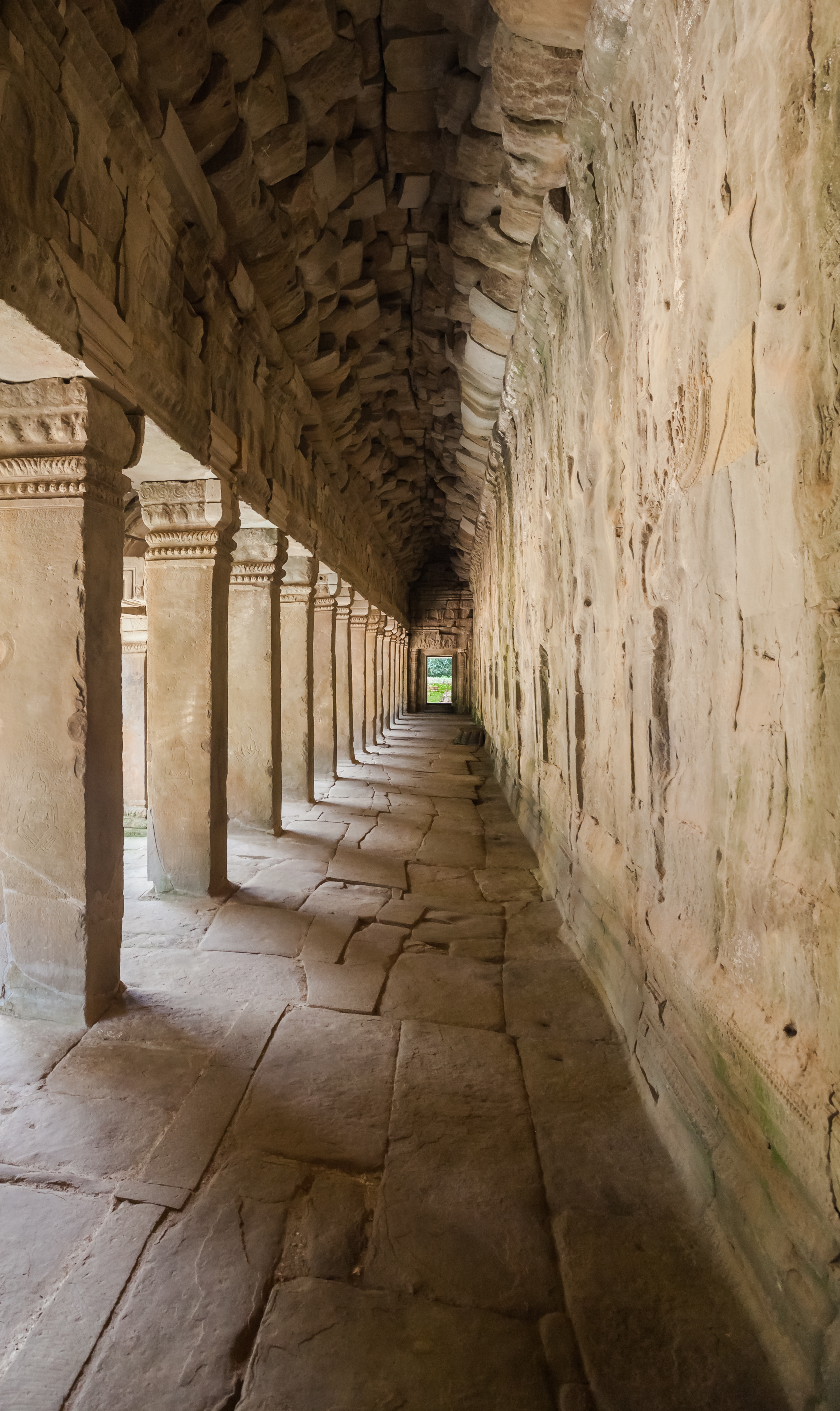
Corridoio

Lo schema di base di Ta Prohm è quello "piatto" del tipico tempio Khmer, con cinque recinzioni rettangolari intorno al santuario centrale. Come la maggior parte dei templi Khmer, Ta Prohm è orientato verso est, cioè il tempio si allunga verso occidente lungo l'asse est-ovest. Il muro più esterno di 1000 per 650 metri racchiude un'area che avrebbe potuto contenere tranquillamente una città, ma che oggi è occupata principalmente dalla foresta. Ci sono dei gopura agli ingressi in ciascun punto cardinale, sebbene oggi l'accesso sia possibile solo dall'ingresso orientale e quello occidentale. Ciascun gopura ha una torre a forma di viso (simili a quelli del Bayon aggiunta durante il tredicesimo secolo, anche so oggi alcune sono crollate. C'erano dei fossati pieni d'acqua all'esterno della quarta recinzione. I tre recinti più interni del tempio vero e proprio sono delle gallerie, mentre le torri agli angoli della prima recinzione formano un Quincunx con la torre del santuario centrale. Questa progettazione è difficile da individuare per il visitatore, a causa dei percorsi tortuosi che si è costretti a fare per via dei diversi crolli nel tempio, ed anche perché numerose sono le costruzioni aggiunte in seguito. Tra gli altri edifici, i più importanti sono: le biblioteche negli angoli sud-est della prima e della seconda recinzione; i templi satellite a nord e a sud del terzo recinto; la Sala delle Danzatrici tra il terzo e il quarto gopura orientale; e una Casa del Fuoco ad est del quarto gopura orientale. 
Gli alberi che crescono sopra le rovine sono la caratteristica che contraddistingue il tempio per l'odierno visitatore. Freeman and Jacques fanno notare che "hanno ispirato la maggior parte degli scrittori ad eccedere nella descrizione di questa caratteristica, più di ogni altra di Angkor". Alcuni di questi alberi sono ficus strangolatori, mentre altri appartengono alle specie Tetrameles nudiflora.

## Curiosità

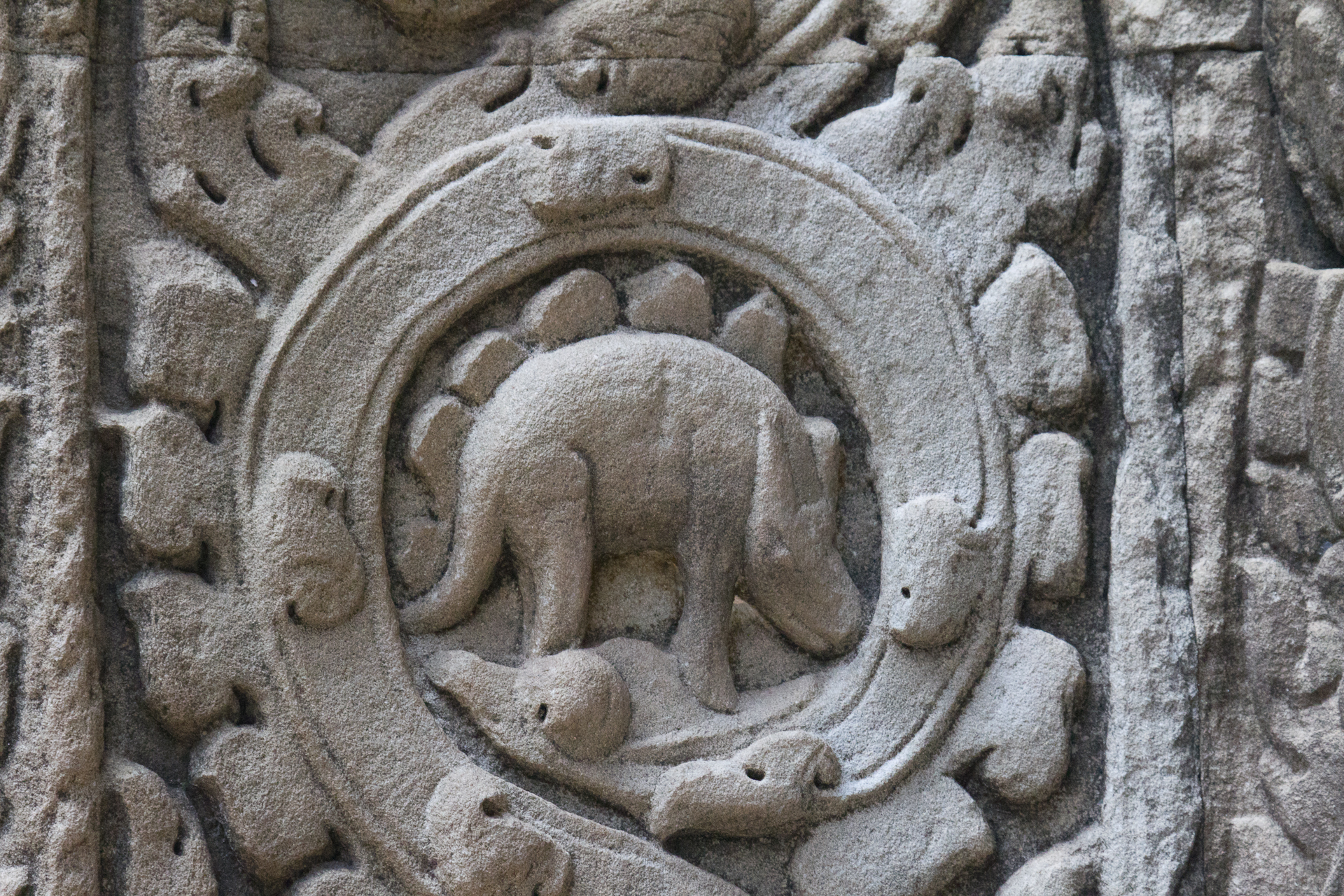
Il bassorilievo con il presunto dinosauro

- Il tempio fu usato come location cinematografica nel film Tomb Raider. Sebbene il film non abbia mostrato molto fedelmente gli altri templi di Angkor, le scene girate a Ta Prohm erano molto simili all'attuale aspetto misterioso del sito.
- Tra i bassorilievi del tempio se ne trova uno che sembra assomigliare ad uno stegosauro, un dinosauro vissuto molto prima della civiltà e del tempio stesso. Questo argomento è oggetto di dibattito tra chi sostiene vi sia un mistero e chi pensa sia solo un errore di interpretazione figurativa.[1]